# Zhire
Zhire, eller Zhari, (persiska: ژری, pashto: ژېړۍ eller ژړۍ) är ett distrikt i Afghanistan. Det ligger i provinsen Kandahar, 500 kilometer sydväst om huvudstaden Kabul.
Distriktet beräknades år 2022 ha cirka 100 000 invånare.